# Rurka (stacja kolejowa)
Rurka – stacja kolejowa w Rurce, w województwie zachodniopomorskim, w Polsce. Zatrzymują się na niej regionalne pociągi osobowe relacji Szczecin Główny – Świnoujście, Szczecin Główny – Kamień Pomorski oraz Szczecin Główny – Kołobrzeg.

## Ruch pasażerski
| Rok  | Wymiana pasażerska na dobę |
| ---- | -------------------------- |
| 2017 | 0-9                        |
| 2022 | 20-49                      |

W bezpośrednim sąsiedztwie stacji przebiega wspólny odcinek dróg ekspresowych S3 (E65) i S6 (E28).